# Harlemrenässansen
Harlemrenässansen, även New Negro eller Black Renaissance, är en benämning på den period av blomstrande kulturell aktivitet som ägde rum i New York-stadsdelen Harlem mellan världskrigen, det vill säga från tidigt 1920-tal till tidigt 1930-tal. Rörelsens förgrundsgestalter var diktare, författare, intellektuella och musiker, som Duke Ellington, Billie Holiday och Josephine Baker, vilka här lade grunden till sina internationella karriärer. Harlemrenässansen kännetecknades av en tro på att konst skulle kunna ha en effekt på sociala missförhållanden. Rörelsen var inflytelserik på den pågående afrikansk-amerikanska medborgarrättskampen och bidrog till en stärkt självkänsla och identitet hos svarta i USA.
Rörelsen dog ut någon gång kring 1930, men forskarna tvistar om vilka orsakerna till detta var, men troligtvis var det ett radikalt förändrat samhällsklimat på grund av den stora depressionen.